# فاليري ياروشينكو
فاليري ياروشينكو (بالروسية: Ярошенко, Валерий Александрович)‏ (8 مايو 1997 بسانت بطرسبرغ في روسيا - ) هو لاعب كرة قدم روسي في مركز الوسط. لعب مع زينيت سانت بطرسبرغ وFC Zenit-2 Saint Petersburg ‏.

## روابط خارجية
- فاليري ياروشينكو على موقع قاعدة بيانات كرة القدم.إي يو (الإنجليزية)
- فاليري ياروشينكو على موقع Soccerway.com (الإنجليزية)